# 抗凍蛋白
不凍蛋白質（抗凍蛋白）（Antifreeze proteins ，AFPs）或叫冰結構蛋白（ice structuring proteins ，ISPs)是指一類由某些脊椎動物、植物、真菌和細菌產生的多肽。這些多肽能保證這些物種在零下溫度環境下生存。AFP結合到小的冰晶上，阻止冰的結晶化和晶體的生長，不然，將會對那些生命物種是致命的。越來越多的證據表明，AFP與哺乳動物細胞膜相互作用保護細胞膜不會被凍壞。關于不凍蛋白的研究提示ATF參與生物體對冷氣候的適應過程。

## 非依數性
不像廣泛使用的汽車抗凍劑，乙二醇，AFP對冰點的降低不和濃度成正比。它們不是按照依數性規律起作用。這樣，就能使它們在相當于其他溶解的溶質的1/300到1/500的濃度，而起到防凍劑的作用。這將使它們對滲透壓的影響降至最小。AFP得到這種非凡的能力歸因于它們在特定的冰晶表面上的結合能力。.

## 熱滯後現象
AFP所產生的熔點和冰點間的差值叫做熱滯后。在固態的冰和液態的水之間的界面上加入AFP阻止冰晶生長的熱力學的有利條件。從動力學角度講，AFP覆蓋住水進入冰的表面。
熱滯后在實驗室里很容易用納升滲透壓計（nanolitre osmometer）測量。不同的生物體具有不同的熱滯后值。最大的熱滯后值是魚的APF的熱滯后值，接近-1.5°C (2.7°F)。然而，昆蟲的不凍蛋白是任何已知的魚類的不凍蛋白活性的10-30倍。這可能是由于昆蟲在地面上遇到的低溫要比魚在凍水中遇到的–1°C or –2°C還要低。在嚴冬月份里，云杉實心蟲可以戰–30°C低溫，而不會被凍僵。 阿拉斯加的甲殼蟲Upis ceramboides可以在–60°C的低溫下存活，但它使用的抗凍分子不是由蛋白質組成的。
冷凍的速率可以影響AFP的熱滯后值。迅速的冷卻可以顯著地降低非平衡態冰點，并且，因而降低熱滯后值。這意味著如果溫度驟然下降，生物體可能無法適應它們所處的零下環境。

## 耐凍和防凍
含AFP的物種可以分為一下幾類：
防凍，避凍類（Freeze avoidant）:這些物種能保護它們的體液，防止凍到一起。一般說來，在極冷的溫度下AFP功能會受損，導致冰晶的迅速增長，以至生物體死亡。
耐凍類（Freeze tolerant）：這些物種在體液凍結時，仍能生存。一些耐凍物種被認為是用AFP作為低溫保護劑（cryoprotectants）以保護生物體免受凍傷，而不是不結凍。這種作用的確切機理還不知道。然而，人們認為這裡AFP可能是抑制重結晶化和穩定細胞膜以防止其被冰損害。AFP與冰核蛋白聯合作用在結凍後，控制冰的擴展速率。

## 多樣性
有許多類已知的非同源AFP

### 魚類AFP

Figure 1. The three faces of Type I AFP

抗凍糖蛋白或AFGP是在南極魚科和北部的鱈魚體內發現的。它們的分子量2.6-3.3 kD

I型AFP是在美洲拟鲽（winter flounder）、長角杜父魚（longhorn sculpin）和短角杜父魚（shorthorn sculpin）中發現的。這一類AFP有很完備的文獻資料，因為它們的三維結構是最先被測定出的。I類AFP由單條、長的、兩性的阿勒發螺旋構成。分子量約為3.3-4.5 kD。三維結構有三面，即疏水面、親水面和Thr-Asx面
I-hyp型AFP (這里hyp代表高活性（hyperactive）是在幾種三斑沙鰈（righteye flounders）中發現的。該類AFP的分子量約為32kD（兩個17kD 組成的二聚體分子）。該蛋白已經從美洲擬鰈的血漿中分離出來。它比大多數魚的AFP對降低冷凍溫度的作用效果好得多。
II型AFP是在大牛尾鱼（sea raven）、胡瓜鱼（smelt fish）和鲱（herring）中發現的。它們是富含半胱氨酸的球蛋白。其中含五个二硫键。
III型AFP是在南極鲇鱼類（Antarctic eelpout）中發現的。在整個冰結合表面它們表現了與I型AFP相似的疏水性。它們的分子量接近6kD
IV型AFP是在長角杜父魚（longhorn sculpin）中發現的。它們是富含谷氨酸和谷氨酰胺的阿勒發螺旋蛋白。.  這種蛋白的分子量接近12KDa並且含有一個4螺旋的束。其唯一的翻譯後修飾是一個焦谷氨酸殘基、一個環化的谷氨酸殘基處于N-末端。在加拿大的貴湖大學（the University of Guelph）目前正在考查這種焦谷氨酸殘基在來自於長角杜父魚的IV型AFP的抗凍活性。

### 植物AFP
當植物中的不凍蛋白質被發現后，AFP的分類就更復雜了。.  植物的AFP在下列方面與其他的AFP相當不同：
1. 與其他的AFP相比較，植物的AFP的熱滯后活性要弱得多。[12]

1. 植物AFP的生理功能似乎是抑制冰的重結晶而不是防止冰的形成。[12]
2. 大多數植物AFP是進化了的致病性相關蛋白，有時保持著抗真菌的性質。[12]

'也參見脫水蛋白

### 昆蟲AFP
有兩種類型的昆蟲不凍蛋白質，“擬步行蟲科”（Tenebrio）和“樹的”（Dendroides）AFP它們處於不同的昆蟲科。它們彼此相似，都是超活性的（比如，具有高的熱滯後值）而且，是由不同數量的分子量大約為8.3 到12.5 kD的12或13聚體構成。通過蛋白分子鏈的全長，至少，每第六個殘基是一個半胱氨酸。
“擬步行蟲科”（Tenebrio）或V型AFP來源於甲殼蟲，而“樹的”（Dendroides）或雲杉黃卷蛾（Choristoneura fumiferana ）AFP來源於一些鱗翅目昆蟲。
| Insect antifreeze protein repeat                                                                                          | Insect antifreeze protein repeat |
| --- | -------------------------------- |
| Structure of the Tenebrio molitor beta-helical antifreeze protein                                                         |                                  |
| 鑑定 |                                  |
| 標誌 | AFP                              |
| Pfam | PF02420（旧版）                  |
| InterPro | IPR003460                        |
| SCOP | 1ezg / SUPFAM                    |
| 現有可用的蛋白結構： Pfam 結構 （ 旧版 ） / ECOD PDB RCSB PDB ; PDBe ; PDBj PDBsum  結構概要 PDB 1ezg , 1l1i |                                  |
| 現有可用的蛋白結構： |                                  |
| Pfam | 結構（旧版） / ECOD              |
| PDB | RCSB PDB; PDBe; PDBj             |
| PDBsum | 結構概要                         |
| PDB | 1ezg, 1l1i                       |

| 現有可用的蛋白結構： | 現有可用的蛋白結構： |
| -------------------- | -------------------- |
| Pfam                 | 結構（旧版） / ECOD  |
| PDB                  | RCSB PDB; PDBe; PDBj |
| PDBsum               | 結構概要             |
| PDB                  | 1ezg, 1l1i           |

| Choristoneura fumiferana antifreeze protein (CfAFP)                                                                                            | Choristoneura fumiferana antifreeze protein (CfAFP) |
| --- | --------------------------------------------------- |
| Structure of Choristoneura fumiferana (spruce budworm) beta-helical antifreeze protein                                                         |                                                     |
| 鑑定 |                                                     |
| 標誌 | CfAFP                                               |
| Pfam | PF05264（旧版）                                     |
| InterPro | IPR007928                                           |
| SCOP | 1m8n / SUPFAM                                       |
| 現有可用的蛋白結構： Pfam 結構 （ 旧版 ） / ECOD PDB RCSB PDB ; PDBe ; PDBj PDBsum  結構概要 PDB 1eww , 1l0s , 1m8n , 1n4i , 1z2f |                                                     |
| 現有可用的蛋白結構： |                                                     |
| Pfam | 結構（旧版） / ECOD                                 |
| PDB | RCSB PDB; PDBe; PDBj                                |
| PDBsum | 結構概要                                            |
| PDB | 1eww, 1l0s, 1m8n, 1n4i, 1z2f                        |

| 現有可用的蛋白結構： | 現有可用的蛋白結構：         |
| -------------------- | ---------------------------- |
| Pfam                 | 結構（旧版） / ECOD          |
| PDB                  | RCSB PDB; PDBe; PDBj         |
| PDBsum               | 結構概要                     |
| PDB                  | 1eww, 1l0s, 1m8n, 1n4i, 1z2f |

### 海冰微生物物種的AFP
人們在生活在海冰里的微生物體內也發現有AFP。圓柱擬脆桿藻（Fragilariopsis cylindrus）和脆桿硅藻'（F. curta）這兩種硅藻在極地海冰中的硅藻群落中扮演了重要的角色，主宰著小板冰層和浮冰群內的聚集過程。AFP廣泛散布在這些物種中，并且，AFP基因的存在作為多基因家族顯示著這一組AFP對于脆桿藻屬（the genus Fragilariopsis）的重要性。在圓柱擬脆桿藻（F. cylindrus）中鑒定出的AFP屬于在不同的分類單元中代表的AFP家族，并且，也可以在其他與海冰相關的生物物種中發現，如：南極嗜冷菌（Colwellia spp）、冰川舟形藻（Navicula glaciei）、硅藻Chaetoceros neogracile、浮游動物Stephos longipes和南极白冬孢酵母（Leucosporidium antarcticum）)和南極內陸冰菌黃桿菌科（Flavobacteriaceae），以及，在耐寒真菌雪腐黒色小粒菌核病菌（Typhula ishikariensis）、, 冷季型香菇（Lentinula edodes）和金針菇類（[Flammulina populicola]中。)

## 進化
APF顯著的多樣性和分布提示進化成不同類型是相應1-2百萬年前在北半球發生和1千萬－3千萬年前在南極發生的海平面冰川作用的結果。這種獨立發展的相似的適應化叫做趨同演化（進化）。為什么許多類型的AFP儘管它們具有多樣性，但是卻能執行相同的功能。這有兩個原因：
1. 儘管冰是統一由氧和氫構成的，它有許多暴露的、用于結合的表面。不同類型的AFP可以與不同的表面相互作用。
2. 儘管五種AFP的氨基酸的初級序列不同，但當它們每一種折疊成功能蛋白時，它們可以具有三維的或四級結構的相似性。這種相似性為它們和冰的同樣的相互作用提供了方便。[2][23]

## 作用機制
人們認為AFP抑制冰晶的生長是靠一種吸附–抑制機制。它們被吸附到冰的非底平面，從而，從熱力學角度不利于冰的生長。在一些AFP上存在平的、剛性表面看來有利于該AFP與冰通過范德華力（Van der Waals force）發生表面互補性相互作用。

## 與冰結合
正常地，在溶液里生長的冰晶只展示底面(0001)和棱面(1010),并呈圓或扁盤狀。然而，在AFP的存在下會暴露出其他表面。現在出現的2021表面至少對于I型AFP是首選的結合表面。.通過對I型AFP的研究，冰和AFP最初被認為是通過氫鍵相互作用(Raymond and DeVries, 1977)。然而，當被認為是有益于這種氫鍵的蛋白部分發生突變后，并沒有觀察到人們所推測會發生的抗凍活性的降低。最近的數據提示疏水相互作用可能是主要的貢獻因素。由于復雜的水冰相互作用，很難體察到結合的確切機理。最近人們通過使用分子建模編程的分子熱力學方法（molecular modelling programs molecular dynamics）或蒙特卡洛方法（Monte Carlo method）試圖揭示精確的機理。

## 結合機制和抗凍作用
根據魚類美洲擬鰈中的不凍蛋白質的結構和功能的研究，展示出I型AFP分子的抗凍機制是由于AFP是通過它的四個蘇氨酸殘基的羥基與沿著冰的晶格{\displaystyle [01{\overline {1}}2]}方向的氧之間形成的氫鍵以拉鏈式樣結合到冰的成核結構上。因而，停止或抑制冰的金字塔表面的生長，這樣降低冰點。
上述機制可以用來闡明具有下列兩個共同的特性的其他抗凍蛋白的结構-功能關係：
1. 沿着相關序列，每11个氨基酸残基周期内就出现一个蘇氨酸殘基（或任何其他側鏈能和水形成氫鍵的其他極性氨基酸殘基），并且，
2. 其殘基組成中丙氨酸的百分含量高。[29]

## 歷史
在20世紀50年代加拿大科學家t Scholander著手于解釋為何北極的魚類可以在低於其血液的冰點的冷水中生存。他做的實驗使他相信北極魚血液內有抗凍物質。.然后，在20世紀60年代后期，動物生物學家Arthur DeVries已能夠從他考察的南極魚類體內分離出不凍蛋白質。后來，這些蛋白質被稱作為抗凍糖蛋白(AFGPs)或抗凍糖肽以區別于新發現的非糖蛋白生物抗凍劑。DeVries與 Robert Feeney 合作(1970)勾畫出抗凍蛋白的物理和化學性質。1992年Griffith等記載了他們在冬黑麥（winter rye）葉子中發現的AFP。大約同時，Urrutia, Duman 和Knight (1992)記載了在被子植物（angiosperms）中的熱滯后蛋白。轉年，Duman and Olsen指出已經在23種以上的被子植物中發現AFP，包括，一些被人們作為食物的被子植物。他們還報道了AFP存在于真菌和細菌中。

## 名稱的改變
最近人們試圖把不凍蛋白質重新命名為冰結構蛋白 （Ice Structuring Proteins，ISP）以更精確地表達其功能并消除任何對AFP和汽車防凍液乙二醇之間的負面聯想。這是兩種截然不同的東西，僅是在功能上有一點點相似性。

## 商業用途
商業上，不凍蛋白質具有無數的用途。許多領域可以從它保護組織以免凍傷的作用方面受益。企業界目前正在考察不凍蛋白質在以下方面的使用：
- 增加谷類植物的耐凍性在寒冷氣候的區域拓寬收獲季節。
- 在寒冷氣候的地區改善漁業產量。
- 延長冷凍食品的貨架存放期。
- 改善冷凍手術
- 增強醫學上移植或輸血用組織的保存效果。[35]
- 用于體溫過低狀態的治療。

## 最近消息
一項最近的成功的商業嘗試是將AFP引入到冰淇淋和酸奶產品中。這個成分被標示為冰結構蛋白Ice Structuring Proteins，ISP）已經獲得FDA（美國食品和藥物監管局）的批准。該冰結構蛋白分離自魚類并且在酵母中大規模復制。
對于這類事情引起了反對遺傳修飾生物物種（genetically modified organisms (GMOs)）的組織的反對。他們提出異議說，修飾過的不凍蛋白質會引起發炎。然而，正如已經指明的，ISP在經過一些認真的試驗后，已經批准可以被人類所消費。似乎在極北部地區和溫帶地區的生活的人們已經在飲食中攝入大量的AFP。根據已知的AFP的歷史消耗量，可以安全的得出結論：AFP的功能性質不會對人體造成任何毒理性或過敏性影響。
同時，生產冰結構蛋白的轉基因過程已被廣泛地在社會上使用。例如，每年用巨大量的轉基因技術生產的胰島素有用于治療I型糖尿病的患者。轉基因過程對產品不造成影響；僅僅是可以提高產量，同時，防止僅為提取這種蛋白就要殺死大量的魚。
最近，聯合華利公司已經把AFP放到一些美國產品里。包括，一些冰棒和一個新系列的Breyers品牌的輕雙攪雪糕（Light Double Churned ice cream bars）在雪糕（冰淇淋）中AFP在加較少添加劑的情況下使之產生非常滑膩，密實和低脂的效果。AFP控制在裝卸處或廚房餐桌上的融化所產生的冰晶的生長，而這種冰晶的生長對雪糕的口感影響非常大。
2009年11月，美國國家科學院院刊發表了在阿拉斯加的甲殼蟲中發現行為像AFP的分子，但是該分子是由二糖和脂肪酸組成。
一項2010年的研究證實了在AFP溶液中過熱水冰晶的穩定性，顯示該蛋白即可以抑制結冰，也可以抑制冰的融化。

## 進一步閱讀
- Haymett, A.; Ward, L.; Harding, M. . Journal of the American Chemical Society. 1999, 121 (5): 941–948. ISSN 0002-7863. doi:10.1021/ja9801341.
- Sicheri, F.; Yang, D. S. . Nature. 1995, 375 (6530): 427–431. PMID 7760940. doi:10.1038/375427a0.

## 外部連結
- Cold, Hard Fact: Fish Antifreeze Produced in Pancreas （页面存档备份，存于）